# 대한민국 민법 제397조
대한민국 민법 제397조는 금전채무불이행에 대한 특칙에 대한 민법 채권법 조문이다.

## 조문
제397조(금전채무불이행에 대한 특칙) ① 금전채무불이행의 손해배상액은 법정이율에 의한다. 그러나 법령의 제한에 위반하지 아니한 약정이율이 있으면 그 이율에 의한다.
②전항의 손해배상에 관하여는 채권자는 손해의 증명을 요하지 아니하고 채무자는 과실없음을 항변하지 못한다.

第397條(金錢債務不履行에 對한 特則) ① 金錢債務不履行의 損害賠償額은 法定利率에 依한다. 그러나 法令의 制限에 違反하지 아니한 約定利率이 있으면 그 利率에 依한다.
②前項의 損害賠償에 關하여는 債權者는 損害의 證明을 要하지 아니하고 債務者는 過失없음을 抗辯하지 못한다.

## 판례
- 민법 제397조 제1항은 본문에서 금전채무불이행의 손해배상액을 법정이율에 의하도록 하고, 단서에서 ‘그러나 법령의 제한에 위반하지 아니한 약정이율이 있으면 그 이율에 의한다.’고 정하고 있다. 민법 제397조 제1항 단서에서 약정이율이 있으면 이에 따르도록 한 것은 약정이율이 법정이율보다 높은 경우에 법정이율에 의한 지연손해금만으로 충분하다고 하면 채무자가 이행지체로 오히려 이익을 얻게 되는 불합리가 발생하므로, 이를 고려해서 약정이율에 의한 지연손해금을 인정한 것이다. 당사자 일방이 금전소비대차가 있음을 주장하면서 약정이율에 따른 이자의 지급을 구하는 경우, 특별한 사정이 없는 한 대여금채권의 변제기 이후의 기간에 대해서는 약정이율에 따른 지연손해금을 구하는 것으로 보아야 하고, 여기에는 약정이율이 인정되지 않는다고 하더라도 법정이율에 의한 지연손해금을 구하는 취지가 포함되어 있다고 볼 수 있다. 이는 채무자가 금전소비대차계약 공정증서의 집행력을 배제하기 위하여 제기한 청구이의의 소에서 채권자가 금전대여와 함께 약정이율에 따른 지연손해금을 주장한 경우에도 마찬가지이다.[1]
- 민법 제397조 제1항 본문은 금전채무불이행의 손해배상액은 법정이율에 의한다고 규정하고 있고, 그 뜻은 금전채무의 이행지체가 있으면 그 지연이자 부분만큼은 손해가 있는 것으로 의제하려는 데에 있으므로, 채무자의 입장에서 실제 발생된 손해가 이보다 작음을 입증하여도 그 범위 내에서 면책이나 감책을 주장할 수 없는 반면에 채권자의 입장에서도 실제 발생된 손해가 이보다 큰 것을 입증하여 그 실손해의 배상을 청구할 수 없다는 것이고, 한편 위와 같은 민법 제397조의 입법 취지, 그 밖에 법정이율을 초과한 지연이자의 지급에 관하여는 민법, 기타 개별법률에 특별한 규정을 두고 있는 점 등에 비추어 금전채무의 이행지체로 인하여 채권자가 법정이자를 초과한 손해를 입었고 그 사정을 채무자가 알거나 알 수 있었다 하더라도 그와 같은 소위 특별손해는 이를 배상의 대상으로 고려할 수 없다.[2]

## 참고문헌
- 諸哲雄. (1996). 민법 제397조의 법적 지위에 관한 검토. 한림법학 FORUM, 5, 185-206.

## 같이 보기
- 법정이율